# Marytė Melnikaitė
Marytė Melnikaitė (pseud. „Ona Kuosaitė”; ur. 18 marca 1923 w Jeziorosach, zm. 13 lipca 1943 w Duksztach) – partyzantka radzieckiego ruchu oporu, członkini Komsomołu, pośmiertnie odznaczona tytułem Bohatera Związku Radzieckiego. 

## Życiorys
Pochodziła z mieszanej robotniczej rodziny litewsko-rosyjskiej, była drugim z pięciorga dzieci. Od czternastego roku życia pracowała w fabryce. Po przyłączeniu Litwy do ZSRR wstąpiła do Komsomołu, była sekretarzem oddziału Komsomołu w rodzinnych Jeziorosach.
W sierpniu 1941 po ataku hitlerowskim na ZSRR została ewakuowana do Tiumeni razem z innymi członkami tej organizacji. Po przeszkoleniu w szkole dywersantów w 1942 wstąpiła do Armii Czerwonej, a następnie została oddelegowana do oddziału partyzanckiego walczącego na Białorusi i Litwie. Według oficjalnej wersji wyróżniała się odwagą i determinacją w walce. W lipcu 1943 została ranna i wzięta do niewoli, a następnie po pięciodniowym przesłuchaniu rozstrzelana na rynku w Duksztach. Została pochowana nad jeziorem Jeziorosy. Pośmiertnie, w 1944, otrzymała tytuł Bohatera ZSRR. 

## Pamięć
Melnikaitė stała się symbolem litewskiej partyzantki komunistycznej. Ulice jej imienia znajdowały się w większości miast Litewskiej SRR, w Tiumeni i w Mińsku, zaś w mieście jej urodzenia w 1955 wzniesiono jej pomnik i zorganizowano muzeum biograficzne. Istniały również dwa kołchozy nazwane jej imieniem. Większość poświęconych jej miejsc po upadku ZSRR zmieniło nazwę, a pomnik został przeniesiony do parku Grūtas. 
W 1947 został nakręcony film Marytė w reżyserii W. Strojewej, w 1953 Antanas Račiūnas poświęcił jej operę pod tym samym tytułem.